# Alien Youth
Alien Youth je čtvrté studiové album americké křesťanské rockové skupiny Skillet. Album vyšlo 28. srpna roku 2001.

## Seznam skladeb
Autorem všech skladeb je John Cooper, pokud není uvedeno jinak.
| Pořadí         | Název                            | Autor                        | Délka |
| -------------- | -------------------------------- | ---------------------------- | ----- |
| 1.             | Alien Youth                      |                              | 4:08  |
| 2.             | Vapor                            |                              | 3:38  |
| 3.             | Earth Invasion                   |                              | 4:47  |
| 4.             | You Are My Hope                  | John L. Cooper, Korey Cooper | 4:15  |
| 5.             | Eating Me Away                   |                              | 3:37  |
| 6.             | Kill Me, Heal Me                 |                              | 3:35  |
| 7.             | The Thirst Is Taking Over        |                              | 6:31  |
| 8.             | One Real Thing                   |                              | 3:36  |
| 9.             | Stronger                         |                              | 4:06  |
| 10.            | Rippin' Me Off                   |                              | 4:46  |
| 11.            | Will You Be There (Falling Down) | John L. Cooper, Korey Cooper | 5:09  |
| 12.            | Come My Way                      |                              | 5:01  |
| Celková délka: | Celková délka:                   | Celková délka:               | 53:14 |

| Limitovaná edice bonusových skladeb | Limitovaná edice bonusových skladeb | Limitovaná edice bonusových skladeb |
| Pořadí                              | Název                               | Délka                               |
| ----------------------------------- | ----------------------------------- | ----------------------------------- |
| 1.                                  | "Heaven in My Veins"                | 3:58                                |
| 2.                                  | "Always the Same"                   | 4:06                                |
| 3.                                  | "Alien Youth Explanation"           | 0:46                                |

## Sestava

#### Skillet
- John Cooper – zpěv, samplování, basová kytara
- Korey Cooper – klávesy, samplování, doprovodný zpěv
- Lori Peters – bicí
- Kevin Haaland – kytary
- Ben Kasica – kytary

#### Doprovodní hudebníci
- Wendy Brookes – violoncello
- Nikki Frey – první housle
- Teresa Pingitore – druhé housle
- John Cooper, Korey Cooper, Christine Mundie a Jono Pingitore – společné vokály (4)